# Самойлов Олександр Володимирович
Олександр Володимирович Самойлов (нар. 29 жовтня 1952, Кемерово, Російська РФСР, СРСР — пом. 9 грудня 2020, Москва, Росія) — радянський і російський актор театру і кіно. Заслужений артист Російської Федерації (1997).

## Біографія
Олександр Самойлов народився 29 жовтня 1952 року в Кемерово. Син народного артиста СРСР Володимира Яковича Самойлова (1924—1999) і актриси Надії Федорівни Самойлової (1923—1999).
Коли Олександр ріс, батьки були зайняті на роботі, і він деякий час навчався в школі для важковиховуваних підлітків.
Закінчив ГИТИС в 1977 році.
Працював у театрі ім.Володимира Маяковського, в Московському обласному театрі драми, в Московському обласному драматичному театрі ім. Островського.
З 1994 року перебував у трупі МХАТ ім. М. Горького.
Помер в Москві на 69-му році життя 9 грудня 2020 року після тривалої хвороби. Попередньою причиною смерті Самойлова припускають коронавірус.
Відспівування і прощання відбулося 14 грудня в Храмі Живоначальної Трійці в Філімонках. Похований на Ваганьковському кладовищі (ділянка № 24), поруч з батьками.

## Особисте життя
- Перша дружина — Наталія Михайлівна Самойлова (нар.. 15.02.1957), філолог. Син — Олександр (нар. 03.07.1978), актор.
- Друга дружина — Наталія Самойлова. Дочки — Надія (померла в дитинстві), Світлана (нар. 26.06.1982), актриса.
- Третя дружина — Ірина Єгорівна Аверіна (нар. 13.12.1966), актриса. Сини — Володимир (нар. 21.09.1993), актор, Костянтин (нар. 05.12.1995), МСМК з акробатичного рок-н-ролу, Аркадій (нар. 16.12.1998), студент акторського факультету.

## Творчість

### Ролі в театрі

#### Московський академічний театр імені Володимира Маяковського
- «Ящірка» Олександра Володіна — Викрадач[2]
- «Життя Клима Самгіна» Максима Горького — Батько Захар
- «Леді Макбет Мценського повіту» Миколи Лєскова — Сергій
- «Хай живе Королева! Віват!» Роберта Болта — Ріціо

Московський обласний театр драми
- «Єлизавета Англійська» Ф. Брукнера — Граф Ессекс[2]
- «Чоловік жіночого роду» Ж. Ж. Брікер, М. Ласега — Альбер Ламар

#### Московський обласний драматичний театр імені О.М.Островського
- «Без вини винуваті» Олександра Островського. Режисер: Юрій Григорян — Міловзоров[2]
- «Майстер і Маргарита» Михайла Булгакова. Режисер: Рубен Вартапетов — Берліоз

#### Московський Художній академічний театр імені М. Горького
Велика сцена
- «Гаряче серце» Олександра Островського. Режисер: Валерій Белякович — Аристарх[2]
- «Біла гвардія» Михайла Булгакова. Режисер: Тетяна Дороніна - Тальберг
- «Контрольний постріл» Юрія Полякова, Станіслава Говорухіна. Режисер: Станіслав Говорухін — Віктор Корабльов
- «Васса Желєзнова» Максима Горького. Режисер: Б. Щедрін — Прохор Храпов
- «Весь Ваш Антоша Чехонте» за Антоном Чеховим. Режисер: Еміль Лотяну — Смирнов
- «Ліс» Олександра Островського. Режисер: Тетяна Дороніна — Щасливцев
- «На дні» Максима Горького. Режисер: Валерій Белякович — Барон
- «Комедіанти пана...» Михайла Булгакова. Режисер: Т. В. Дороніна — Шарлатан
- «Сон в літню ніч» Вільяма Шекспіра. Режисер: В. Р. Белякович — Основа
- «Майстер і Маргарита» М. Булгакова. Режисер: В. Р. Белякович — Каифа
- «Так і буде» Костянтина Симонова. Режисер: Т. В. Дороніна — Іванов
- «Школа лихослів'я» Р. Шерідана. Режисер: В. М. Бейліс — Капітан Рауль
- «Не хочу, щоб ти виходила заміж за принца…» Едуарда Шварца. Режисер: Т. В. Дороніна — П'єтро
- «Дикунки» Олександра Островського. Режисер: Т. В. Дороніна — Михайло Боєв
- «Гамлет» В. Шекспіра. Режисер: В. Р. Белякович — Могильник
- «Вишневий сад» Антона Чехова. Режисер: С. В. Данченко — Епиходов, Перехожий
- «У пошуках радості» В. С. Розова. Режисер: А. І. Дмитрієв — Іван Микитович Лапшин
- «На всякого мудреця досить простоти» Олександра Островського. Режисер: В. М. Бейліс — Григорій
- "Батьки і діти " Івана Тургенєва. Режисер: А. І. Дмитрієв — Микола Петрович Кірсанов
- «Лавр» Е. Водолазкіна. Режисер: Е. Бояков, С. Глазков — Юродивий Короп, Архієпископ Ростовський, Ярославський і Білозерський Іона
- «Вишневий сад» А. П. Чехова. Режисер: С. Данченко, режисер реконструкції: В. Кементьев — Фірс

Мала сцена
- «Наполеон в Кремлі» Володимира Малягіна. Режисер: Микола Пеньков — маршал Ней[2]
- «В очікуванні щастя» Антона Чехова. Режисер: А. Дмитрієв — Піскарьов
- «Висотка» Ю. І. Харламова. Режисер: А. С. Васильєв — Курт
- «Історія лицаря» О. Ю. Непомнящого. Режисер: О. Ю. Непомнящий — Прем'єр-міністр

### Ролі в кіно
- 1972 — Зимородок — Зимородок, Сергій в молодості
- 1974 — Романс про закоханих —  середній брат Сергія
- 1976 — Син голови —  Олексій Русак
- 1978 — Сьогодні або ніколи —  Олександр Борисович Вількін
- 1978 — Узбіччя —  Димка
- 1980 — Сицилійський захист —  Андрій Миколайович Панов
- 1981 — (Ніч на четвертому колі — фільм загублений)
- 1982 — Бій на перехресті —  Тарелкін
- 1983 — Висока проба —  Буділовський
- 1984 — Закон зимівлі —  будівельник порту
- 1987 — Сильніше за всіх інших велінь
- 1993 — Душа моя, Марія
- 2001 — Підозра
- 2001 — Борода в окулярах і бородавочник —  Листоноша
- 2002 — Жіноча логіка —  Леонід Валентинович Волоцький
- 2003 — Дві долі —  Бутусов
- 2003 — Життя одна —  моряк
- 2003 — Сель
- 2003 — Сібірочка —  Корнєєв, городовий
- 2004 — Лісова царівна —  Воєвода
- 2004 — Багатство —  Трушин
- 2004 — На безіменній висоті —  Нефьодов
- 2004 — На розі, у Патріарших 4 —  Михалич
- 2004 — Карусель —  Соломін
- 2004 — Кавалери морської зірки
- 2004 — Близнюки —  Єгор Шемягін
- 2004 — Марш Турецького 4 —  голова авіакоміссії  (серія «Він обіцяв повернутися»)
- 2004 —  2013 — Кулагін і партнери
- 2005 — Дві долі 2 —  Борис Бутусов
- 2005 — Дві долі 3 —  Борис Бутусов
- 2005 — Полювання на асфальті
- 2005 — МУР є МУР 3
- 2005 — Аеропорт —  Ботанік
- 2006 — Солдати 8 —  прапорщик Старосюк з продскладу
- 2007 — Своя команда —  Сергій Вікторович
- 2007 — Слід —  дивний Вадик
- 2007 — Час Волкова —  Федір Густавович Кампі, фокусник  (серія «Фокус не вдався»)
- 2007 — Слуга Государевий —  Російський офіцер
- 2007 — Любов на вістрі ножа — тамада на весіллі
- 2007 — Кривава Мері
- 2007 — Закон і порядок: Відділ оперативних розслідувань —  батько підозрюваного
- 2007 — Громадянин начальник 3 —  Жаров Василь Іванович
- 2007 — Гонка за щастям —  Ілліч, досвідчений автомеханік
- 2008 — Знахар —  слідчий Муха Володимир Володимирович
- 2008 — Я лечу —  Микола Латухін
- 2008 — Слабкості сильної жінки
- 2008 — Дар Божий —  суддя
- 2008 — Візьми мене з собою
- 2009 — Солдати 16. Дембель неминучий —  Іван Семенович Балига
- 2009 — Пригоди нотаріуса Неглінцева
- 2009 — Глухар. Приходь, Новий рік! —  бомж Чалий
- 2009 — Вольф Мессінг: бачив крізь час —  Дормидонт
- 2009 — Повернення мушкетерів, або Скарби кардинала Мазаріні
- 2010 — Час Волкова —  Ентоні Вольф
- 2010 — Тухачевський. Змова маршала —  Семен Будьонний
- 2010 — Стройбатя —  полковник Громов
- 2010 — Столиця гріха —  Сундуков, батько Стефані
- 2010 — Круїз —  Матвій Лукін
- 2011 — Дикий 2 —  генерал з Москви
- 2013 — Балабол —  батько Сани Балабіна
- 2014 — Втікачі —  Шкандиба, мисливець за втікачами каторжанами
- 2017 — Оперета капітана Крутова —  Іван Петрович Матвєєв, народний артист, «брила російської драми»
- 2018 — Скіф — Троян
- 2018 — Балабол-2 —  батько Сани Балабіна
- 2019 — Балабол-3 —  батько Сани Балабіна
- 2020 — Вовк —  Будьонний